# Віттенайм (кантон)
Ві́ттенайм (фр. Wittenheim) — кантон у Франції, в департаменті Верхній Рейн регіону Ельзас.

## Склад кантону
Кантон включає в себе 6 муніципалітетів:
| Муніципалітет | Площа | Населення, осіб | Рік  |
| ------------- | ----- | --------------- | ---- |
| Віттенайм     | 19,01 | 14451           | 2007 |
| Кенгерсайм    | 6,69  | 13159           | 2007 |
| Люттербак     | 8,56  | 5989            | 2007 |
| Пфастат       | 5,24  | 8413            | 2007 |
| Рененг        | 18,54 | 1705            | 2007 |
| Ришвіллер     | 5,55  | 3374            | 2007 |

## Консули кантону
| Період    | Консул            | Посада                                                                              |
| --------- | ----------------- | ----------------------------------------------------------------------------------- |
| 1982—1988 | Antoine Gissinger | Мер муніципалітету Віттенайм (1983—1987), депутат Національної асамблеї (1968—1986) |
| 1988—2014 | Joseph Spiegel    | Мер муніципалітету Кенгерсайм з 1989                                                |

| Франція | Це незавершена стаття з географії Франції. Ви можете допомогти проєкту, виправивши або дописавши її. |